# Комплімент
Компліме́нт (фр. compliment) — це особлива форма похвали, вираз схвалення, поваги, визнання або захоплення; люб'язності, приємні слова, утішний відгук, відфільтровані лестощі.
Компліменти — простий, але потужний засіб, що допомагає встановлювати добрі стосунки з іншими людьми. Їх кажуть з різних причин, але всі вони зазвичай приносять задоволення і піднімають самооцінку людини. Наша симпатія до людини, як правило, починається з того, що вона уміло підкреслила якусь нашу гідність.
Кажучи комплімент, ми повинні бути по можливості чесні і відверті, наші слова не повинні містити в собі яскраво виражених лестощів. Коли кажуть щирий комплімент, зосереджуються на іншій людині, шукають в ній позитивні якості, і думка про неї зростає. Вважається, що коли людина говорить іншій людині приємні слова, вона піднімає власну самооцінку, тому що потрібна певна частка впевненості в собі, щоб помічати хороше в інших людях і озвучувати ці думки. Крім того, уважність і вміння помічати позитивні якості в інших допомагає помічати більше хорошого у нас самих.
У діловому спілкуванні комплімент має бути щирим, оригінальним, доцільним і недвозначним.